# Светско првенство у фудбалу
Светско првенство у фудбалу (енгл. FIFA World Cup), често само Светско првенство (енгл. World Cup), међународно је фудбалско такмичење. Према важећем систему такмичења, на СП 2018. у Русији учествовало је 32 национална тима од којих су најбројније екипе са Европског континента (13 + домаћин), затим из Африке (5), Азије (4,5), Јужне Америке (4,5), северне/централне Америке са Карибима (3,5) и из Аустралије и Океаније (0,5). Коначан број учесника са неких од ових континента се добија кроз разигравање, тзв. бараж. Такмичење се одржава сваке четврте године од првог Светског првенства 1930. године. Једини период у коме се такмичење није одржавало је између 1942. и 1946, због Другог светског рата. Тренутни светски првак је репрезентација Аргентине, која је победила на првенству 2022. године.
Тренутни формат такмичења укључује 32 тима који се такмиче на стадионима земље домаћина у периоду од око месец дана. Ова фаза се обично назива завршница Светског првенства (енгл. World Cup Finals). Квалификациона фаза, која траје око 3 године, служи да би одредило који национални тимови ће се придружити тиму домаћина на завршном турниру. До сада је одржан 21 турнир, који су освајали осам селекција. Бразил је победио на рекордних 5 турнира и једини су тим који су учествовали на свим завршницама. Други победници су Италија и Немачка са по 4, Аргентина са 3, Уругвај и Француска са по 2 и Енглеска и Шпанија са по једном титулом.
Светско првенство је најгледанији спортски догађај, са око 3,5 милијарде људи који су пратили финални меч на Светском првенству 2018. године у Русији.
Наредна два Светска првенства ће се одржати у Катару 2022. и у Сједињеним Америчким Државама, Мексику и Канади 2026. године, што ће бити први пут у историји да се Светско првенство одржава у три државе.
Од 1991. године ФИФА организује и Светско првенство у фудбалу за жене сваке четири године.

## Историја
Пре оснивања Светских првенстава постојала су бројна друга међународна такмичења. Прва међународна утакмица имала је пријатељски карактер, а одиграна је у Глазгову 1872. године између домаћина Шкотске и Енглеске. На прву такмичарску међународну утакмицу требало је чекати до 1884, када су се у Белфасту сусреле Ирска и Шкотска на првом издању British Championshipa. У том раздобљу фудбал се веома ретко играо изван Велике Британије и Ирске, али након што се сама игра развила и њена популарност проширила, фудбал је постао демонстрациони спорт на Олимпијским играма 1900. и 1904. године (медаље нису биле додељиване). Већ на Олимпијским играма 1908. године фудбал је службено признат као део програма. Фудбал на олимпијским играма тада је организовао Фудбалски савез Енглеске, а наступ је био дозвољен само аматерима. Велика Британија, коју је тада представљала Фудбалска репрезентација Енглеске, освојила је титулу олимпијских победника 1908, а затим га одбранила 1912 на следећим Олимпијским играма.
После свог оснивања 1904. године, ФИФА је покушала створити међународно такмичење у Швајцарској 1906. године. Како су то били рани дани међународног фудбала, сама ФИФА је признала да је то такмичење било неуспешно.
Отишло се толико далеко да се ФА куп понекад назива првим светским првенством због тога што су бројне шкотске и велшке екипе играле на највећем енглеском фудбалском такмичењу. Противаргумент овој тези је што се сви ови клубови налазе унутар граница Уједињеног Краљевства.
Како су Олимпијске игре наставиле са праксом дозволе наступа само аматерима, Сер Томас Липтон организује Sir Thomas Lipton Trophy у Торину 1909. године. Његов турнир био је јединствен по томе што је наступао по један клуб из сваке државе која је добила позивницу за наступ, а тај клуб је представљао читаву нацију. Овај турнир такође у појединој литератури добија титулу првог Светског првенства. На њему су наступали најелитнији професионални клубови из Италије, Немачке и Швајцарске, али је Фудбалски савез Енглеске одбио да пошаље професионални тим. Липтон је затим позвао West Auckland Town F.C., аматерски клуб из Дарама са сврхом представљања Енглеске. Уз то што је West Auckland освојио тај турнир, успешно се вратио 1911. године и одбранио титулу, што му је донело трофеј у трајно власништво, као што су правила одређивала.
ФИФА се 1914. године, сложила у признавању Олимпијских игара као аматерског светског првенства у фудбалу и прихватила се организације такмичења, што је за последицу имало прво интерконтинентално такмичење; наиме, на Олимпијским играма 1920. у белгијском Антверпену такмичила се и Фудбалска репрезентација Египта уз тринаест европских репрезентација. Златну медаљу освојио је домаћин Фудбалска репрезентација Белгије.
После тога дошло је до вишегодишње доминације Уругваја, који је освојио титуле на Олимпијским играма 1924. и 1928. Након Олимпијских игра 1928. године, ФИФА је коначно одлучила да организује властито фудбалско такмичење независно од Олимпијских игара. Због тога што је већ тада био двоструки светски првак (од 1924. ФИФА је ушла у професионално раздобље) и због обележавања стогодишњице независности државе, ФИФА је прогласила Уругвај домаћином првога Светског првенства.

### Прво Светско првенство
На Олимпијским играма 1932. које су се одржале у Лос Анђелесу, фудбал није уврштен у програм такмичења због слабе популарности игре у САД (амерички фудбал је већ тада био веома популаран). ФИФА и Међународни олимпијски комитет нису се успели сложити ни око статуса аматера, што је резултовало избацивањем фудбала са Олимпијских игара. Одлуком да ће Уругвај организовати Светско првенство, појавио се проблем са европским државама које нису хтеле слати своје репрезентације на скупи пут преко Атлантског океана све до два месеца пре почетка такмичења. Ипак, тадашњи председник ФИФА-е, Жил Риме, успео је наговорити Белгију, Француску, Румунију и Југославију да пошаљу своје репрезентације, тако што им је ФИФА финансирала пут. На крају је у завршном турниру учествовало тринаест екипа; седам јужноамеричких, четири европске, те Мексико и САД.
Прве две утакмице Светских првенстава одигране су у исто време. Француска је надиграла Мексико резултатом 4:1, док је САД савладала Белгију 3:0. Први гол Светских првенстава дао је Француз Лисјен Лоран. Утакмица за треће место није играна, јер је критеријум био да треће место осваја репрезентација која је у полуфиналу изгубила од победника, а то је Југославија. У финалу је домаћин Уругвај пред 93.000 гледалаца савладао Аргентину резултатом 4:2 (1:2) и тако постао прва репрезентација са титулом Светског првака.

### Остала првенства
Проблеми који су захватали ранија Светска првенстава били су тешкоће у прелазима између континената и рат. На првенствима 1934. и 1938. ниједна јужноамеричка држава није хтела играти у Европи због већ наведених разлога, осим Бразила, који је био једина јужноамеричка репрезентација која је учествовала на оба првенства. Првенства која је требало да се одрже 1942. и 1946. године отказана су због последица која је изазвао Други светски рат.
На првенству у Бразилу 1950. по први пут су се такмичиле британске репрезентације, које су се још 1920. године повукли из ФИФА-е, делом јер нису хтеле играти против репрезентација држава с којима су ратовале, а делом као протест над страним утицајем у фудбалу. Вратили су се на молбу ФИФА-е 1946. године. На свом другом Светском првенству на којему су учествовали (бојкотовали су друго и треће) Уругвај је однео трофеј победника по други пут.
На првенствима између 1934. и 1978. године такмичило се шеснаест репрезентација, осим 1938. када је Аустрија припојена Немачкој и оставила једно место празно, те 1950. када су се Шкоти, Турци и Индијци повукли из такмичења и свели турнир на тринаест екипа, баш као и на првом првенству (Индија се повукла јер њеним играчима није било дозвољено да играју босоноги). Већина репрезентација која су учествовале била је из Европе и Јужне Америке, док су репрезентације из Азије, Северне Америке, Африке и Океаније имале споредне улоге. Све до 1982. године репрезентације које нису биле из Европе или Јужне Америке, а прошле су прва кола турнира, биле су:
- САД 1930. године у полуфиналу;
- Куба 1938. године у четвртфиналу;
- Северна Кореја 1966. године у четвртфиналу;
- Мексико 1970. године у четвртфиналу.

Године 1982. године извршено је проширење на 24 екипе у завршном турниру, да би се на првенству у Француској 1998. извршило проширење на 32 екипе, отворивши тиме више места за репрезентације из Африке, Азије и Северне Америке за наступ на завршном турниру. Једини изузетак је Океанија, којој никада није било загарантовано место на завршном турниру. Екипе из ове четири регије остварују већи успех на неколико задњих турнира, где се посебно истичу пласмани у четвртфинале и полуфинале:
- Азија
  - Јужна Кореја 2002. године на четвртом месту,
- Африка
  - Мароко 2022. године на четвртом месту,
  - Камерун 1990. у четвртфиналу
  - Сенегал 2002. у четвртфиналу
  - Гана 2010. у четвртфиналу
- Северна Америка
  - Мексико 1986. у четвртфиналу
  - САД 2002. у четвртфиналу
  - Костарика 2014. у четвртфиналу

Ипак, европске и јужноамеричке репрезентације су остале доминантне над репрезентацијама с осталих континената. Тако су на првенству у Немачкој 2006. у четвртфиналу играле репрезентације искључиво са та два континента, док су на том првенству 2006. и касније 2018, сви учесници полуфинала били из Европе. Доминација Европе посебно је изражена у периоду од 2006. до 2018, где су прваци на четири узастопна првенства долазили из Европе.
Од Светског првенства 2026. у САД, Мексику и Канади, биће извршено ново проширење броја учесника, те ће учествовати 48 репрезентација, подељених у 16 група по три учесника. У циљу промоције фудбала на осталим континентима, Европи је додељено процентуално доста мање места у поређењу са ранијом расподелом по конфедерацијама. По први пут ће Океанија имати сигурног учесника првенства.

## Пехар
Од 1930. до 1970. победнику првенства додељивао се Пехар Жила Римеа, а то име је добио 1946. по ФИФА-ином председнику Жилу Римеу, оснивачу првог Светског првенства. Пре тога, трофеј се звао једноставно Coupe du Monde. Бразил је освојио стари пехар три пута, Уругвај и Италија по два пута, а Немачка и Енглеска једном. Овај пехар додељивао се све до првенства 1970. На првенству 1970. године, Бразил је освојио наслов Светског првака трећи пут, што му је дало право доделе пехара у трајно власништво. Пехар је украден 1983. године и до данас нико нема информацију где се налази.
После 1970. године, ФИФА користи име Пехар Светских првенстава у фудбалу (енгл. FIFA World Cup Trophy), а затим отвара конкурс за дизајнирање новога пехара. Међу 53 представљена модела изабран је онај Италијана Силвија Гацаниге (итал. Silvio Gazzaniga). Пехар је висок 36 центиметара, израђен је од 18-каратнога злата и тежи 6.175 килограма. Подлога се састоји од два слоја полудрагог камења, док су на доњем делу угравиране године одржавања првенстава и њихови победници од 1974. године до данас.
Данас се нови пехар не додељује савезима победничких репрезентација у трајно власништво без обзира на број освојених првенстава, него победник чува пехар до следећег такмичења, а после враћања трофеја додјељује му се само реплика обложена златом на коју има право трајног власништва. Немачка и Аргентина је освојила нови пехар три пута,  Италија, Бразил и Француска по два пута, а Шпанија једном. Овај пехар додељиваће се све до првенства 2038. године када ће на дну понестати места за уписивање нових победника.

## Резултати

### Такмичења
| Година       | Домаћин                                                                                |                   | Финале            | Финале            | Финале            |              | Утакмица за треће место | Утакмица за треће место | Утакмица за треће место |
| Година       | Домаћин                                                                                | Првак             | Резултат          | 2. место          | 3. место          | Резултат     | 4. место                |                         |                         |
| 1930. детаљи | Уругвај                                                                                | · Уругвај         | 4 : 2             | · Аргентина       | · Југославија     | нема         | · Сједињене Државе      |                         |                         |
| 1934. детаљи | Италија                                                                                | · Италија         | 2 : 1 (прод)      | · Чехословачка    | · Немачка         | 3 : 2        | · Аустрија              |                         |                         |
| 1938. детаљи | Француска                                                                              | · Италија         | 4 : 2             | · Мађарска        | · Бразил          | 4 : 2        | · Шведска               |                         |                         |
| 1942.        | —                                                                                      | Није одржано      | Није одржано      | Није одржано      | Није одржано      | Није одржано | Није одржано            | Није одржано            |                         |
| 1946.        | —                                                                                      | Није одржано      | Није одржано      | Није одржано      | Није одржано      | Није одржано | Није одржано            | Није одржано            |                         |
| 1950. детаљи | Бразил                                                                                 | · Уругвај         | 2 : 1             | · Бразил          |                   | · Шведска    | 3 : 1                   | · Шпанија               |                         |
| 1954. детаљи | Швајцарска                                                                             | · Западна Немачка | 3 : 2             | · Мађарска        | · Аустрија        | 3 : 1        | · Уругвај               |                         |                         |
| 1958. детаљи | Шведска                                                                                | · Бразил          | 5 : 2             | · Шведска         | · Француска       | 6 : 3        | · Западна Немачка       |                         |                         |
| 1962. детаљи | Чиле                                                                                   | · Бразил          | 3 : 1             | · Чехословачка    | · Чиле            | 1 : 0        | · Југославија           |                         |                         |
| 1966. детаљи | Енглеска                                                                               | · Енглеска        | 4 : 2 (прод)      | · Западна Немачка | · Португалија     | 2 : 1        | · Совјетски Савез       |                         |                         |
| 1970. детаљи | Мексико                                                                                | · Бразил          | 4 : 1             | · Италија         | · Западна Немачка | 1 : 0        | · Уругвај               |                         |                         |
| 1974. детаљи | Западна Немачка                                                                        | · Западна Немачка | 2 : 1             | · Холандија       | · Пољска          | 1 : 0        | · Бразил                |                         |                         |
| 1978. детаљи | Аргентина                                                                              | · Аргентина       | 3 : 1 (прод)      | · Холандија       | · Бразил          | 2 : 1        | · Италија               |                         |                         |
| 1982. детаљи | Шпанија                                                                                | · Италија         | 3 : 1             | · Западна Немачка | · Пољска          | 3 : 2        | · Француска             |                         |                         |
| 1986. детаљи | Мексико                                                                                | · Аргентина       | 3 : 2             | · Западна Немачка | · Француска       | 4 : 2 (прод) | · Белгија               |                         |                         |
| 1990. детаљи | Италија                                                                                | · Западна Немачка | 1 : 0             | · Аргентина       | · Италија         | 2 : 1        | · Енглеска              |                         |                         |
| 1994. детаљи | САД                                                                                    | · Бразил          | 0 : 0 3 : 2 (пен) | · Италија         | · Шведска         | 4 : 0        | · Бугарска              |                         |                         |
| 1998. детаљи | Француска                                                                              | · Француска       | 3 : 0             | · Бразил          | · Хрватска        | 2 : 1        | · Холандија             |                         |                         |
| 2002. детаљи | Јужна Кореја · и Јапан                                                                 | · Бразил          | 2 : 0             | · Немачка         | · Турска          | 3 : 2        | · Јужна Кореја          |                         |                         |
| 2006. детаљи | Немачка                                                                                | · Италија         | 1 : 1 5 : 3 (пен) | · Француска       | · Немачка         | 3 : 1        | · Португалија           |                         |                         |
| 2010. детаљи | Јужна Африка                                                                           | · Шпанија         | 1 : 0 (прод)      | · Холандија       | · Немачка         | 3 : 2        | · Уругвај               |                         |                         |
| 2014. детаљи | Бразил                                                                                 | · Немачка         | 1 : 0 (прод)      | · Аргентина       | · Холандија       | 3 : 0        | · Бразил                |                         |                         |
| 2018. детаљи | Русија                                                                                 | · Француска       | 4 : 2             | · Хрватска        | · Белгија         | 2 : 0        | · Енглеска              |                         |                         |
| 2022. детаљи | Катар                                                                                  | · Аргентина       | 3 : 3 4 : 2 (пен) | · Француска       | · Хрватска        | 2 : 1        | · Мароко                |                         |                         |
| 2026. детаљи | Канада · Мексико · САД                                                                 |                   |                   |                   |                   |              |                         |                         |                         |
| 2030. детаљи | Мароко · Португалија · Шпанија · Инаугуралне утакмице · Аргентина · Парагвај · Уругвај |                   |                   |                   |                   |              |                         |                         |                         |
| 2034. детаљи | Саудијска Арабија                                                                      |                   |                   |                   |                   |              |                         |                         |                         |

Напомене:
Бивше репрезентације у курзиву

### Успешност репрезентација
| Пласман | Репрезентација | Првак                           | 2. место                  | 3. место 3-4 (1950)1      |
| ------- | -------------- | ------------------------------- | ------------------------- | ------------------------- |
| 1.      | Бразил         | 5 1958, 1962, 1970, 1994, 2002. | 2 1950, 1998.             | 2 1938, 1978.             |
| 2.      | Немачка3       | 4 1954, 1974, 1990, 2014.       | 4 1966, 1982, 1986, 2002. | 4 1934, 1970, 2006, 2010. |
| 3.      | Италија2       | 4 1934, 1938, 1982, 2006.       | 2 1970, 1994.             | 1 1990.                   |
| 4.      | Аргентина      | 3 1978, 1986, 2022              | 3 1930, 1990, 2014.       |                           |
| 5.      | Француска      | 2 1998, 2018.                   | 2 2006, 2022.             | 2 1958, 1986.             |
| 6.      | Уругвај        | 2 1930, 1950.                   |                           |                           |
| 7.      | Шпанија        | 1 2010.                         |                           | 1 1950.                   |
| 8.      | Енглеска       | 1 1966.                         |                           |                           |
| 9.      | Холандија      |                                 | 3 1974, 1978, 2010.       | 1 2014.                   |
| 10.     | Мађарска       |                                 | 2 1938, 1954.             |                           |
| 11.     | Чешка4         |                                 | 2 1934, 1962.             |                           |
| 12.     | Шведска        |                                 | 1 1958.                   | 2 1950, 1994.             |
| 13.     | Хрватска       |                                 | 1 2018.                   | 2 1998, 2022.             |
| 14.     | Пољска         |                                 |                           | 2 1974, 1982.             |
| 15.     | Србија5        |                                 |                           | 1 1930.                   |
| 16.     | Аустрија       |                                 |                           | 1 1954.                   |
| 17.     | Чиле           |                                 |                           | 1 1962.                   |
| 18.     | Португалија    |                                 |                           | 1 1966.                   |
| 19.     | Турска         |                                 |                           | 1 2002.                   |
| 20.     | Белгија        |                                 |                           | 1 2018.                   |

Напомене:
1 На Светском првенству 1950. није играно полуфинале и финале, већ су 4 екипе играле у финалној групи по лига систему.
2 Укључује резултате као Краљевина Италија 1934. и 1938. године
3 Укључује резултате као Западна Немачка од 1954. до 1990. године
4 Чешка се сматра од стране ФИФА као наследник резултата репрезентације Чехословачке од 1934. до 1994. године
5 Србија се сматра од стране ФИФА као наследник резултата репрезентације СФР Југославије до 1992. године, те такође и наследницом резултата репрезентације СР Југославије односно државне заједнице Србије и Црне Горе до 2006. године,.